# Muggiò
Muggiò es una localidad y comune italiana de la provincia de Monza y Brianza, región de Lombardía, con 23.362 habitantes.

## Evolución demográfica
| Gráfica de evolución demográfica de Muggiò entre 1861 y 2001 |
|                                                              |
| Fuente ISTAT - elaboración gráfica de Wikipedia              |